# Ässtjärnen, Dalarna
Ässtjärnen är en sjö i Orsa kommun i Dalarna och ingår i Dalälvens huvudavrinningsområde. Sjön har en area på 0,0718 kvadratkilometer och ligger 388,1 meter över havet. Sjön avvattnas av vattendraget Enån.

## Delavrinningsområde
Ässtjärnen ingår i det delavrinningsområde (678060-144626) som SMHI kallar för Ovan 677729-144521. Medelhöjden är 366 meter över havet och ytan är 8,87 kvadratkilometer. Det finns inga avrinningsområden uppströms utan avrinningsområdet är högsta punkten. Enån som avvattnar avrinningsområdet har biflödesordning 3, vilket innebär att vattnet flödar genom totalt 3 vattendrag innan det når havet efter 340 kilometer. Avrinningsområdet består mestadels av skog (69 procent) och sankmarker (25 procent). Avrinningsområdet har 0,07 kvadratkilometer vattenytor vilket ger det en sjöprocent på 0,8 procent.